# Манчестърски университет
Манчестърският университет (на английски: University of Manchester, UoM) е голям държавен изследователски университет, разположен в Манчестър, Англия, Великобритания.
Съвременната му структура възниква през 2004 г. след обединяването на Института за наука и технологии на Манчестърския университет (University of Manchester Institute of Science and Technology) и Манчестърския университет „Виктория“ (Victoria University of Manchester). Главният му кампус се намира в южната част на центъра на Манчестър, на „Оксфорд Роуд“.
През 2012 г. в университета се обучават около 39 000 студенти, което го прави най-големия университет без филиали във Великобритания..

## Рейтинги
През 2014 г. Манчестърският университет е на 30-о място в света според QS World University Rankings. Според Shanghai Ranking Consultancy е на 38-о място в света и на 5-о във Великобритания. Според „Таймс“ е на 52-ро място в света и на 12-о в Европа.

## История
Манчестърският университет има за свои предшественици Института по механика, създаден през 1824 г. по инициатива на химика Джон Далтон, който заедно с манчестърски индустриалци иска да даде възможност на работниците да получат основни познания в природните науки.

## Галерия
- „Уитуърт хол“
- Библиотека „Райландс“
- „Контакт тиътър“
- Художествена галерия „Уитуърт“

## Нобелови лауреати
Заедно със своите предшественици Манчестърският университет има общо 25 носители на Нобелова награда, негови възпитаници и преподаватели. По брой на нобеловите лауреати Манчестърският университет стои на четвърто място сред университетите на Великобритания: след Кеймбриджкия, Оксфордския и Университетския колеж на Лондон.
Химия
- Ърнест Ръдърфорд (носител на Нобелова награда за 1908)
- Артър Хардън (носител на Нобелова награда за 1929)
- Норман Хоуорс (носител на Нобелова награда за 1937)
- Дьорд де Хевеши (носител на Нобелова награда за 1943)
- Робърт Робинсън (носител на Нобелова награда за 1947)
- Аликзандър Тод (носител на Нобелова награда за 1957)
- Мелвин Калвин (носител на Нобелова награда за 1961)
- Джон Полани (носител на Нобелова награда за 1986)
- Майкъл Смит (носител на Нобелова награда за 1993)

Физика
- Джоузеф Джон Томсън (носител на Нобелова награда за 1906)
- Уилям Лорънс Браг (носител на Нобелова награда за 1915)
- Нилс Бор (носител на Нобелова награда за 1922)
- Чарлс Уилсън (носител на Нобелова награда за 1927)
- Джеймс Чадуик (носител на Нобелова награда за 1935)
- Патрик Блакет (носител на Нобелова награда за 1948)
- Джон Кокрофт (носител на Нобелова награда за 1951)
- Ханс Бете (носител на Нобелова награда за 1967)
- Невил Франсис Мот (носител на Нобелова награда за 1977)
- Андре Гейм и Константин Новосьолов (носител на Нобелова награда за 2010)

Физиология и медицина
- Арчибалд Хил (носител на Нобелова награда за 1922)
- Джон Салстън (носител на Нобелова награда за 2002)

Икономика
- Джон Хикс (носител на Нобелова награда за 1972)
- Артър Луис (носител на Нобелова награда за 1979)
- Джоузеф Стиглиц (носител на Нобелова награда за 2001)
- Саймън Джонсън (носител на Нобелова награда за 2024)